# 应嘉路站
应嘉路站是浙江省宁波市建设中的一座地下城市轨道交通车站，属于宁波轨道交通7号线。车站计划于2026年底启用。

## 车站形制
应嘉路站位于江北区庄桥街道康桥北路、铸锋路口北侧，沿康桥北路南北向布置。车站为地下二层岛式车站，长305.1米，宽18.3米，总建筑面积为17768平方米。车站为规划小交路折返站，北端设有折返线和出入场线通往联群停车场。

## 出口
应嘉路站规划设置4个出口。